# 博立光電
博立光電（英譯：BoliSolar）是臺灣的太陽能發電公司，於2015年成立於高雄，總部位於高雄市苓雅區。也有從事配合農業溫室使用的太陽能電廠。

## 太陽能發電應用

### 農業結合綠能設備
中華民國行政院農委會，於民國102年10月9日修正發布「申請農業用地作農業設施容許使用審查辦法」。
臺灣政府為推動低碳綠能政策，不影響農業經營下，達成農業水域及灌溉與發電之功能，達成農電雙贏政策。

#### 綠能型態分類
1.經營農業型綠能設施
(1)農業設施屋頂附屬綠能設施
(2)非屋頂附屬綠能設施
2.非營農業型綠能設施
(1)污染嚴重不適農作之農地，或地層下陷之嚴重地區，需設置免與農業經營相結合之綠能設施。

##### 假種地、真種電之爭議
推動農業結合綠能設施下，於民國102年申請農業用地農業設施容許使用審查辦法，放寬特地農業區與一般農業區，及當時缺泛明確規定及執行方法，造成假種地、真種電之亂象。
104年開始緊縮政策，增加面積、區段等限制，即無農業生產或與申請作物不符，將撤銷農業生產設下即使用許可，並中止綠能設施發電。

## 實習計劃
在太陽能產業鏈中的實習生計劃，博立光電透過高雄市政府勞工局就業中心協助，落實職業教育和工作培訓，實習計劃嘉惠中南部學子。